# 1789 aux échecs
| Années des échecs : 1786 - 1787 - 1788 - 1789 - 1790 - 1791 - 1792    |
| Décennies des échecs : 1750 - 1760 - 1770 - 1780 - 1790 - 1800 - 1810 |

Cet article présente les faits marquants de l'année 1789 aux échecs.

## Divers
- L’existence du club d’échecs d’Édimbourg est mentionnée. Le club est toutefois plus actif dans les jeux de cartes que dans le jeu d’échecs[1].